# Homoródszentmárton község
Homoródszentmárton község (románul: Comuna Mărtiniș) község Hargita megyében, Romániában. Központja Homoródszentmárton, beosztott falvai Abásfalva, Bágy, Gyepes, Homoródkeményfalva, Homoródremete, Homoródszentpál, Homoródszentpéter, Kénos, Lókod, Recsenyéd, Városfalva.

## Népessége
A 2011-es népszámlálás adatai alapján a község népessége 2838 fő volt.